# جيمي ماكنزي
جيمي ماكنزي (بالإنجليزية: Jamie McKenzie)‏ (29 نوفمبر 1980 في المملكة المتحدة - ) هو مدرب كرة قدم ولاعب كرة قدم بريطاني في مركز الوسط. لعب مع نادي بارتيك ثيسل ونادي ستنهاوسموير وإلغين سيتي ‏ ونادي مونتروز لكرة القدم وBellshill Athletic F.C. ‏ وCumnock Juniors F.C. ‏ وFauldhouse United F.C. ‏ وForth Wanderers F.C. ‏ ونادي كاودينبيث لكرة القدم ونادي ألبيون روفرز وVale of Clyde F.C. ‏.

## وصلات خارجية
- جيمي ماكنزي على موقع Soccerbase.com (لاعب) (الإنجليزية)